# Ready to Die
Pour l’article homonyme, voir Ready to Die (album des Stooges).
Albums de The Notorious B.I.G.
Life After Death
(1997)
Singles
1. Juicy
Sortie : 8 août 1994
2. Big Poppa
Sortie : 20 février 1995
3. One More Chance
Sortie : 2 juin 1995
4. Warning
Sortie : 1995

Ready to Die est le premier album studio de The Notorious B.I.G., sorti le 13 septembre 1994.
Publié chez Bad Boy Records, l'album marque le lancement du label et comprend des productions de son fondateur, Sean Combs, ainsi qu'Easy Mo Bee, Chucky Thompson, DJ Premier et Lord Finesse, entre autres. L'album semi-autobiographique raconte l'histoire de Christopher Wallace, un jeune criminel qui s'auto-identifie comme étant le Frank White noir. Le titre, Ready to Die (« prêt à mourir »), est dû au fait que Christopher Wallace affirmait que la mort ne l'effrayait pas et qu'il savait qu'il n'allait pas avoir une très longue vie.
Ready to Die sera l'unique album lancé jusqu'au décès du rappeur en 1997, quelques jours avant la sortie de son second album Life After Death.

## Enregistrement
Les sessions d'enregistrements de l'album ont lieu de 1993 à 1994 aux studios The Hit Factory et D&D Studios à New York.
En 1993 alors âgé de 21 ans, Christopher signe son premier contrat chez Uptown Records et commence l’enregistrement de l'album. Les premiers morceaux enregistrés constituaient un contenu plus sombre et moins radio friendly, comme  Ready to Die, Gimme the Loot et Things Done Changed. Pendant ces séances, le magazine XXL le décrit comme un « artiste inexpérimenté, affamé et paranoïaque ».
Cette même année, le producteur exécutif, Sean Combs, est renvoyé de chez Uptown Records. La carrière de Biggie fait une courte pause, ayant en sa possession un album partiellement enregistré. Après une courte période dans les rues, Christopher retourne en studio sous le label Bad Boy Records (filiale de Warner Music Group et nommé Bad Boy Entertainment au départ), fondé en 1993, et achève l'enregistrement de Ready to Die. C'est à ce moment que sont enregistrés les morceaux plus orientés « radio », comme Big Poppa et Juicy.

## Production
La production de l'album est principalement menée par Easy Mo Bee ainsi que le collectif de producteurs de Bad Boy Records, The Hitmen. Le style de production est largement basé sur l'utilisation de nombreux samples.

## Pochette
Sur la pochette de l'album figure un enfant avec une coupe afro ressemblant à l’artiste, évoquant la vie de l'artiste, de sa naissance jusqu’à sa mort. La pochette de Ready to Die est listée parmi les meilleures pochettes d'albums de hip-hop. En mars 2011, le New York Daily News a recherché le bébé figurant sur l'album : il s'agit d'un certain Keithroy Yearwood, originaire du Bronx qui, grâce à sa coupe de cheveux, aurait été sélectionné par une agence de casting. Il aurait touché 150 $ américains à l'époque pour environ deux heures de session photographique.

## Réception
L'album a été certifié quadruple disque de platine (plus de 4 millions d'exemplaires écoulés) le 19 octobre 1999 par la RIAA.
Malgré ses paroles assez violentes et crues, l'album est un succès commercial tout en récoltant des critiques très positives de la part des médias. Cela est d'autant plus surprenant qu'à cette époque, la West Coast occupe le devant de la scène hip-hop.
Ready to Die est considéré comme un « classique » et l'un des albums les plus importants de l'histoire du hip-hop. En 2003, Rolling Stone l'a classé à la 134e place des « 500 plus grands albums de tous les temps » et en 2006, le magazine Time l'a inclus dans sa liste des « 100 albums de tous les temps ».

## Liste des titres
| No  | Titre                                                                       | Auteur                                                       | Contient un (des) sample(s) de | Durée |
| --- | --------------------------------------------------------------------------- | ------------------------------------------------------------ | --- | ----- |
| 1.  | Intro (Produit par Sean « Puffy » Combs)                                    | Christopher Wallace, Sean Combs                              | Superfly de Curtis Mayfield Tha Shiznit de Snoop Dogg Rapper's Delight du Sugarhill Gang Top Billin' d'Audio Two | 3:24  |
| 2.  | Things Done Changed (Produit par Darnell Scott)                             | Wallace, Dominic Owen, Kevin Scott                           | Summer Breeze de The Main Ingredient California My Way de The Main Ingredient Lil' Ghetto Boy de Dr. Dre featuring Snoop Dogg et Daz Dillinger Vapors de Biz Markie U Don't Hear Me Tho de Rodney O et Joe Cooley | 3:58  |
| 3.  | Gimme the Loot (Produit par Easy Mo Bee)                                    | Wallace, Osten Harvey                                        | Coldblooded de James Brown Singing in the Morning des Ohio Players Just to Get a Rep de Gang Starr Scenario (Remix) de A Tribe Called Quest featuring Leaders of the New School et Kid Hood What They Hittin' Foe? d'Ice Cube Throw Ya Gunz d'Onyx It's So Hard to Say Goodbye to Yesterday des Boyz II Men Hard Times de Baby Huey | 5:04  |
| 4.  | Machine Gun Funk (Produit par Easy Mo Bee)                                  | Wallace, Harvey                                              | Something Extra de Black Heat Up for the Down Stroke de Fred Wesley and The Horny Horns featuring Maceo Parker Chief Rocka des Lords of the Underground I'm Dreamin' de Christopher Williams What's Love Got to Do With It de Tina Turner                                                                                           | 4:17  |
| 5.  | Warning (Produit par Easy Mo Bee)                                           | Wallace, Harvey                                              | Walk on By d'Isaac Hayes | 3:40  |
| 6.  | Ready to Die (Produit par Easy Mo Bee)                                      | Wallace, Harvey                                              | Singing in the Morning des Ohio Players Hospital Prelude of Love Theme de Willie Hutch Check It Out de Grand Puba featuring Mary J. Blige Ain't No Half-Steppin' de Big Daddy Kane Two to the Head de Kool G Rap et DJ Polo featuring Scarface, Bushwick Bill et Ice Cube Impeach the President des Honey Drippers                  | 4:24  |
| 7.  | One More Chance (Produit par Bluez Brothers, Chucky Thompson et Sean Combs) | Wallace, Norm Glover, Reginald Ellis, Chucky Thompson, Combs | I Want You Back des Jackson 5 Hydra de Grover Washington, Jr. All This Love de DeBarge Mind Playing Tricks on Me des Geto Boys Getto Jam de Domino Knockin' Da Boots d'H-Town Dolly My Baby (Bad Boy Extended Mix) de Super Cat featuring The Notorious B.I.G., Puff Daddy et 3rd Eye                                               | 4:43  |
| 8.  | Fuck Me (interlude) (featuring Lil' Kim – Produit par Sean Combs)           | Wallace, Combs                                               | Feenin' by Jodeci (1993) | 1:31  |
| 9.  | The What (featuring Method Man – Produit par Easy Mo Bee)                   | Wallace, Clifford Smith, Harvey                              | Can't Say Enough About Mom de Leroy Hutson Overnight Sensation d'Avalanche | 3:57  |
| 10. | Juicy (Produit par Poke, Sean Combs et Pete Rock (non crédité))             | Wallace, Peter Philips, Combs, Jean Oliver                   | Juicy Fruit (Fruity Instrumental Mix) de Mtume Rappin' Duke de Rappin' Duke | 5:02  |
| 11. | Everyday Struggle (Produit par Bluez Brothers)                              | Wallace, Glover, Ellis                                       | Either Way de Dave Grusin Don't Change Your Love des Five Stairsteps | 5:19  |
| 12. | Me & My Bitch (Produit par Bluez Brothers, Chucky Thompson et Sean Combs)   | Wallace, Glover, Ellis, Thompson, Combs                      | Wino & Junkie de Richard Pryor Pink Cookies in a Plastic Bag Getting Crushed by Buildings de LL Cool J | 4:00  |
| 13. | Big Poppa (Produit par Chucky Thompson et Sean Combs)                       | Wallace, The Isley Brothers                                  | Between the Sheets des Isley Brothers Bad Boys des Bad Boys featuring K Love Dolly My Baby (Bad Boy Extended Mix) de Super Cat featuring The Notorious B.I.G., Puff Daddy et 3rd Eye | 4:13  |
| 14. | Respect (Produit par Poke et Sean Combs)                                    | Wallace, Diana King, Harry Casey                             | I Get Lifted de KC & the Sunshine Band featuring George McCrae Gun Man Tune de Pan Head Check Yo Self (The Message Remix) d'Ice Cube featuring Das EFX | 5:21  |
| 15. | Friend of Mine (Produit par Easy Mo Bee)                                    | Wallace, Harvey                                              | The Jam de la Graham Central Station Spirit of the Boogie de Kool & The Gang Seventh Heaven de Gwen Guthrie Vicious de Black Mamba Method Man de Wu-Tang Clan | 3:28  |
| 16. | Unbelievable (Produit par DJ Premier)                                       | Wallace, Christopher Martin                                  | Impeach the President des Honey Drippers Kitty With the Bent Frame de Quincy Jones Your Body's Callin' de R. Kelly The What de The Notorious B.I.G. featuring Method Man | 3:43  |
| 17. | Suicidal Thoughts (Produit par Lord Finesse)                                | Wallace, Robert Hall                                         | Outside Love de Brethren Lonely Fire de Miles Davis | 2:50  |

| 18. | Who Shot Ya? (featuring Sean « Puffy » Combs – Produit par Nashiem Myrick et Sean Combs) | Wallace, Nashiem Myrick, Combs | I'm Afraid the Masquerade Is Over de David Porter Disco Inferno des Trammps | 5:19 |
| 19. | Just Playing (Dreams) (Produit par Rashad Smith)                                         | Wallace, Rashad Smith          | Blues and Pants de James Brown                                              | 2:43 |

## Personnel
| - The Notorious B.I.G. : compositeur, rap (titres 1–19) - Sean « Puffy » Combs : producteur exécutif, rap (additionnel) – producteur (titres 1, 7, 8, 10, 12, 13, 14, 18) - Mister Cee : producteur exécutif associé - Method Man : rap (titre 9) - Lil' Kim : rap (additionnel) (titres 8, 15) - Total : chants (additionnel) (titres 7, 10) - Chucky Thompson : instruments (titres 7, 12) – producteur (titres 7, 12, 13) - Nashiem Myrick : programmeur (additionnel) (titre 13) – producteur (titre 18) - Diana King : chants (additionnel) (titre 14) - Sybil Pennix : chants (additionnel) (titre 12) - Easy Mo Be : producteur (titres 3, 4, 5, 6, 9, 15) - The Bluez Brothers : producteur (titres 7, 11, 12) - Jean « Poke » Oliver : producteur (titres 10, 14) - DJ Premier : producteur (titre 16) | - Lord Finesse : producteur (titre 17) - Darnall Scott : producteur (titre 2) - Rashad Smith : producteur (titre 19) - Bob « Bassy » Brockman : enregistrement, mixage - Greg Pinto : enregistrement, mixage - Rich Travali : enregistrement, mixage - Mario Rodriquez : enregistrement, mixage - Charles « Prince » Alexander : enregistrement, mixage - Bill Esses : enregistrement, mixage - John Wydrycs : enregistrement - Norty Cotto : enregistrement - Eddie Sancho : mixage - Butch Bel Air : photographie - Gwendolyn Watts : coordination A&R |

## Classements

### Album
| Charts (1994)          | Meilleure position |
| ---------------------- | ------------------ |
| Billboard 200          | 15                 |
| Top R&B/Hip-Hop Albums | 3                  |

### Singles
| Date de sortie  | Titre           | Meilleure position | Meilleure position    | Meilleure position |
| Date de sortie  | Titre           | Billboard Hot 100  | Hot R&B/Hip-Hop Songs | Hot Rap Tracks     |
| --------------- | --------------- | ------------------ | --------------------- | ------------------ |
| 8 août 1994     | Juicy           | 27                 | 14                    | 3                  |
| 20 février 1995 | Big Poppa       | 6                  | 4                     | 1                  |
| 9 juin 1995     | One More Chance | 2                  | 1                     | 1                  |